# فرع حالبي من شريان كلوي
فرع حالبي من شريان كلوي (بالإنجليزية: Ureteral branches of renal artery)‏ هو فرع من شريان كلوي.